# Glacier de Plan-Praz
Le glacier de Plan-Praz est un glacier secondaire – rattaché au glacier Jean Brunhes – des îles Kerguelen dans les Terres australes et antarctiques françaises. Il est situé au centre de la péninsule Rallier du Baty sur la Grande Terre.

## Toponymie
Le nom du glacier a été donné en 1962 par le géologue Jacques Nougier par association avec le Planpraz dans le massif du Mont-Blanc.

## Géographie
Le glacier de Plan-Praz est un petit glacier de vallée situé au sud de l'aiguille Noire (culminant à 931 m), séparé par une ligne de crête du grand glacier Jean Brunhes à l'ouest. Long de 1,3 km, exposé au sud-est, son épanchement alimente le lac de Plan-Praz – résultant du recul du front glaciaire –, dont l'émissaire est la branche ouest de la rivière des Sables qui se jette dans l'océan Indien sur la côte méridionale des Kerguelen dans l'anse du Gros Ventre.